# Мечеть Шишлі
Мечеть Шишлі (тур. Şişli Camii) — історична мечеть, розташована в районі Шишлі, Стамбул, Туреччина.
Мечеть Шишлі була побудована в 1940-х роках за проєктом архітектора Васфі Егелі. Ініціатором її спорудження виступила місцева громада району Шишлі, що в той час стрімко розвивався як важливий міський і торговий центр нової Туреччини. Мечеть стала однією з перших великих культових споруд, зведених після утворення Турецької Республіки в 1923 році. Мечеть була урочисто відкрита у 1949 році.
Побудована в 1940-х роках, мечеть Шишлі виконана в неоосманському стилі, що поєднує елементи класичної османської архітектури з модерністськими впливами. Основний об’єм мечеті увінчаний великою центральною банею, оточеною меншими куполами. Архітектура чітко наслідує стиль мечетей Сінана, зокрема Сулейманіє та Блакитної мечеті.
Мечеть побудована з гравеліту та мармуру, інтер’єр прикрашено традиційною керамікою, каліграфією та різьбленням. Просторий молитовний зал вміщує сотні вірян, а великий двір перед входом слугує місцем для зібрань та обмивання.
Мечеть має один високий мінарет, збудований у класичній османській формі, з шерефе для заклику до молитви.